# Michiel van Veen
Michiel Sjouke van Veen (Groningen, 20 maart 1971) is een Nederlandse VVD-politicus en bestuurder. Sinds 1 december 2016 is hij burgemeester van Gemert-Bakel.

## Biografie
Van Veen groeide op in Helpman, Veendam en Cuijk. Hij studeerde tot 1994 algemene operationele techniek aan de Rijkshogeschool Groningen en technische bedrijfskunde aan de Hanzehogeschool Groningen. Van 1995 tot 2010 bekleedde hij managementfuncties bij Stork.
Van Veen was van 2002 tot 2010 gemeenteraadslid van Cuijk, vanaf 2006 als VVD-fractievoorzitter. Van 2010 tot 2012 was hij wethouder van Cuijk met in zijn portefeuille financiën, werkgelegenheid, economische zaken, sport en projecten. Tevens was hij locoburgemeester.
Bij de Tweede Kamerverkiezingen 2012 stond Van Veen op plaats 37 van de kandidatenlijst van de VVD. Van 20 september 2012 tot 30 november 2016 was hij lid van de Tweede Kamer der Staten-Generaal. Hij was woordvoerder industrie, topsectoren, technologie en innovatie, vestigingsklimaat en regionaal beleid, sport en beleid oorlogsgetroffenen. Bij zijn afscheid werd hij benoemd tot Ridder in de Orde van Oranje Nassau.
Op 5 oktober 2016 werd Van Veen door de gemeenteraad van Gemert-Bakel voorgedragen als nieuwe burgemeester en sinds 1 december 2016 bekleedt hij deze functie.
Van Veen is bestuurslid van Helmond Sport, maar hij is fan van FC Groningen.
- Parlement.com: vj2uv6lcs7zs